# Liste des monuments classés d'Uccle
Cet article recense le patrimoine immobilier protégé à Uccle. Le patrimoine immobilier protégé fait partie du patrimoine culturel en Belgique.
|    | Le bien                                                                                         | Date de clas.                   | Année | Architecte                            | Style                                        | Adresse                                                                                               | Coordonnées                 | ID                                              | Photo |
| -- | ----------------------------------------------------------------------------------------------- | ------------------------------- | ----- | ------------------------------------- | -------------------------------------------- | --- | --------------------------- | ----------------------------------------------- | ----- |
| 1  | 2 Hêtres pourpres (Fagus sylvatica f. purpurea)                                                 | 17 avril 1997                   |       |                                       | Arbre remarquable                            | Avenue du Val Fleuri 16                                                                               | 50° 48′ N, 4° 19′ E         | 2311-0058/0                                     |       |
| 2  | Ancien glacier et pâtissier Marcel Ottoy                                                        | 8 octobre 1998                  |       |                                       | Bois et parc forestier                       | Rue du Doyenné 85                                                                                     | 50° 48′ 10″ N, 4° 20′ 26″ E | 2311-0122/0                                     |       |
| 3  | Ancienne Propriété Delvaux                                                                      | 4 mars 1993                     |       |                                       | Bois et parc forestier                       | Avenue Vanderaey, Rue De La Fauvette, Rue                                                             | 50° 47′ 45″ N, 4° 20′ 26″ E | 2311-0032/0                                     |       |
| 4  | Araucaria (Araucaria araucana)                                                                  | 3 septembre 2009                |       |                                       | Arbre remarquable                            | Avenue du Vert Chasseur 9                                                                             | 50° 48′ 09″ N, 4° 22′ 30″ E | 2311-0164/0                                     |       |
| 5  | Arbres : Chêne et érable sycomore                                                               | 27 janvier 1983                 |       |                                       | Arbre remarquable                            | Avenue Jean Burgers, Avenue Bourgmestre Jean                                                          | 50° 48′ 25″ N, 4° 20′ 45″ E | 2311-0021/0                                     |       |
| 6  | Athénée royal d'Uccle 1                                                                         | 25 septembre 2008               | 1916  | Henri Jacobs                          | Art nouveau                                  | Avenue Houzeau 87                                                                                     | 50° 48′ 05″ N, 4° 21′ 28″ E | 2311-0142/0                                     |       |
| 7  | Aubette de tram                                                                                 | 20 avril 2006                   |       |                                       | Aubette                                      | Place de Saint-Job                                                                                    | 50° 47′ 39″ N, 4° 21′ 59″ E | 2311-0056/0                                     |       |
| 8  | Bois de Verrewinkel                                                                             | 19 juillet 1990                 |       |                                       | Bois et parc forestier                       | Rue De Percke                                                                                         | 50° 46′ 27″ N, 4° 22′ 07″ E | 2311-0030/0                                     |       |
| 9  | Bois du Buysdelle                                                                               | 12 février 1998                 |       |                                       | Bois et parc forestier                       | Avenue Buysdelle, Avenue des Hospices, Chemin                                                         | 50° 46′ 28″ N, 4° 21′ 16″ E | 2311-0073/0                                     |       |
| 10 | Café-restaurant Le Dikenek                                                                      | 1er octobre 1998                | 1741  |                                       | Architecture traditionnelle                  | Chaussée de Waterloo 830                                                                              | 50° 47′ 25″ N, 4° 20′ 00″ E | 2311-0090/0                                     |       |
| 11 | Cèdre de l'Himalaya (Cedrus deodara)                                                            | 22 décembre 2005                |       |                                       | Arbre remarquable                            | Avenue Des Tilleuls 60                                                                                | 50° 46′ 41″ N, 4° 20′ 13″ E | 2311-0135/0                                     |       |
| 12 | Cèdre et terrains environnants                                                                  | 27 janvier 1983                 |       |                                       | Arbre remarquable                            | Avenue Henri Pirenne, Avenue De Floreal,                                                              | 50° 48′ 29″ N, 4° 20′ 32″ E | 2311-0022/0                                     |       |
| 13 | Chapelle Notre-Dame de Bon-Secours ou Notre-Dame des Affligés et maison du sacristain attenante | 8 mars 1938                     |       |                                       | Gothique                                     | Rue de Stalle 50                                                                                      | 50° 47′ 55″ N, 4° 20′ 00″ E | 2311-0002/0                                     |       |
| 14 | Châtaignier (Castanea sativa)                                                                   | 29 mars 2007                    |       |                                       | Arbre remarquable                            | Avenue D'Orbaix 24                                                                                    | 50° 47′ 19″ N, 4° 22′ 15″ E | 2311-0150/0                                     |       |
| 15 | Châtaignier (Castanea sativa)                                                                   | 13 février 2003                 |       |                                       | Arbre remarquable                            | Bosveldweg 80                                                                                         | 50° 48′ 27″ N, 4° 21′ 50″ E | 2311-0131/0                                     |       |
| 16 | Château du Papenkasteel et ses abords                                                           | 16 octobre 1975                 | 1685  |                                       | Renaissance                                  | Rue Papenkasteel 99                                                                                   | 50° 47′ 19″ N, 4° 20′ 25″ E | 2311-0014/0                                     |       |
| 17 | Chemin de Delleweg                                                                              | 19 février 1998                 |       |                                       | Voirie verdurisée                            | Avenue de la princesse Paola, Rue Victor Allard                                                       | 50° 48′ 02″ N, 4° 19′ 55″ E | 2311-0071/0                                     |       |
| 18 | Chêne rouge d'Amérique (Quercus rubra)                                                          | 13 juillet 2006                 |       |                                       | Arbre remarquable                            | Square Charles Lagrange                                                                               | 50° 47′ 59″ N, 4° 21′ 33″ E | 2311-0143/0                                     |       |
| 19 | Cimetière communal de Saint-Gilles                                                              | 11 juillet 1991 6 février 1997  |       |                                       | Cimetière                                    | Avenue Du Silence 72                                                                                  | 50° 46′ 58″ N, 4° 19′ 50″ E | 2311-0041/0 2311-0048/0                         |       |
| 20 | Cimetière du Dieweg                                                                             | 16 janvier 1997                 |       |                                       | Cimetière verdurisé                          | Dieweg, Rue du Repos                                                                                  | 50° 47′ 44″ N, 4° 20′ 49″ E | 2311-0065/0                                     | 90px  |
| 21 | Clinique des Deux-Alices                                                                        | 2 juillet 1992                  |       |                                       | Hôpital (Clinique des Deux Alice)            | Rue Groeselenberg 57                                                                                  | 50° 48′ 07″ N, 4° 21′ 13″ E | 2311-0046/0                                     |       |
| 22 | Domaine de Latour de Freins                                                                     | 17 septembre 1998               | 1890  | Henri Maquet                          | Jardin privé Néo-Renaissance                 | Avenue Des Hospices, Rue Engeland 555, Chemin de                                                      | 50° 46′ 37″ N, 4° 21′ 09″ E | 2311-0066/0                                     |       |
| 23 | Domaine et château Paridant                                                                     | 19 avril 1977                   | 1900  | Théo Van Mol                          | Néo-Renaissance flamande                     | Rue Groeselenberg 52 , Avenue des Statuaires 00 ,                                                     | 50° 48′ 12″ N, 4° 20′ 59″ E | 2311-0016/0                                     |       |
| 24 | Église Saint-Job-le-Très-Souffrant d'Uccle                                                      | 24 juillet 1984                 | 1936  | Nicolas Iselenov                      | Éclectisme                                   | Avenue du Manoir 8                                                                                    | 50° 48′ 11″ N, 4° 20′ 41″ E | 2311-0026/0                                     |       |
| 25 | Église Saint-Pierre d'Uccle                                                                     | 25 octobre 1938                 | 1771  |                                       | Néo-classicisme                              | Parvis Saint-Pierre                                                                                   | 50° 48′ 12″ N, 4° 20′ 23″ E | 2311-0003/0                                     |       |
| 26 | Estaminet Au Vieux Spijtigen Duivel                                                             | 22 avril 2010                   |       |                                       | Architecture traditionnelle                  | Chaussée d'Alsemberg 621                                                                              | 50° 48′ 29″ N, 4° 20′ 12″ E | 2311-0092/0                                     |       |
| 27 | Ferme rose                                                                                      | 13 juillet 1971                 | 1700  | .                                     | Architecture rurale                          | Avenue de Fré 44                                                                                      | 50° 48′ 15″ N, 4° 20′ 51″ E | 2311-0007/0                                     |       |
| 28 | Ferme Saint-Eloy et ses environs immédiats                                                      | 14 octobre 1971                 | 1904  |                                       | Architecture rurale                          | Avenue des Hospices 156                                                                               | 50° 46′ 33″ N, 4° 20′ 54″ E | 2311-0009/0 2311-0010/0                         |       |
| 29 | Forêt de Soignes                                                                                | 2 décembre 1959                 |       |                                       | Bois et parc forestier                       | Gendarmes                                                                                             | 50° 47′ 58″ N, 4° 22′ 45″ E | 2232-0001/0 2286-0001/0 2311-0004/0 2328-0002/0 |       |
| 30 | Frêne pleureur (Fraxinus excelsior f. pendula)                                                  | 29 mars 2007                    |       |                                       | Arbre remarquable                            | Avenue Brugmann 297A                                                                                  | 50° 48′ 42″ N, 4° 20′ 47″ E | 2311-0152/0                                     |       |
| 31 | Gare d'Uccle-Stalle                                                                             | 14 juillet 1994                 | 1873  |                                       | Eclectisme                                   | Rue Victor Allard 256                                                                                 | 50° 48′ 09″ N, 4° 19′ 26″ E | 2311-0055/0                                     |       |
| 32 | Ginkgo (Ginkgo biloba)                                                                          | 17 janvier 2008                 |       |                                       | Arbre remarquable                            | Rue du Château-d'Eau 34                                                                               | 50° 47′ 44″ N, 4° 20′ 19″ E | 2311-0083/0                                     |       |
| 33 | Glacière à glace naturelle                                                                      | 16 février 1995                 | 1878  |                                       | Glacière                                     | Chaussée de Saint-Job 479                                                                             | 50° 47′ 28″ N, 4° 21′ 07″ E | 2311-0051/0                                     |       |
| 34 | Habitation H. Genicot                                                                           | 28 octobre 1993                 | 1937  | Raphaël Delville                      | Modernisme                                   | Avenue Kamerdelle 22                                                                                  | 50° 48′ 10″ N, 4° 20′ 50″ E | 16/03/1995                                      |       |
| 35 | Hêtre pleureur (Fagus sylvatica f. pendula)                                                     | 13 juillet 2006                 |       |                                       | Arbre remarquable                            | Rue Joseph Bens 43 - 45                                                                               | 50° 48′ 24″ N, 4° 19′ 54″ E | 2311-0144/0                                     |       |
| 36 | Hêtre pourpre (Fagus sylvatica f. purpurea)                                                     | 17 janvier 2008                 |       |                                       | Arbre remarquable                            | Avenue Brugmann 374                                                                                   | 50° 48′ 23″ N, 4° 20′ 37″ E | 2311-0154/0                                     |       |
| 37 | Hêtre pourpre (Fagus sylvatica f. purpurea)                                                     | 13 février 2003                 |       |                                       | Arbre remarquable                            | Avenue Chateau De Walzin 11                                                                           | 50° 48′ 34″ N, 4° 20′ 52″ E | 2311-0125/0                                     |       |
| 38 | Hêtre pourpre (Fagus sylvatica f. purpurea)                                                     | 31 mars 2011                    |       |                                       | Arbre remarquable                            | Avenue de Floréal 67                                                                                  | 50° 48′ 32″ N, 4° 20′ 37″ E | 2311-0162/0                                     |       |
| 39 | Hôtel Haerens                                                                                   | 8 août 1988                     | 1928  | Antoine Courtens                      | Art déco                                     | Avenue Brugmann 384 , Avenue de la Ramée 2                                                            | 50° 48′ 21″ N, 4° 20′ 36″ E | 2311-0037/0                                     |       |
| 40 | Institut Montjoie                                                                               | 22 janvier 1998                 | 1904  | G. Cochaux-Segard                     | Néogothique                                  | Avenue Montjoie 93 - 97                                                                               | 50° 48′ 38″ N, 4° 21′ 20″ E | 2311-0059/0                                     |       |
| 41 | Kauwberg                                                                                        | 27 mai 2004                     |       |                                       | Site semi-naturel                            | Avenue Dolez, Kauwberg, Avenue De La Chenaie                                                          | 50° 47′ 29″ N, 4° 21′ 27″ E | 2311-0039/1                                     |       |
| 42 | L'Abreuvoir                                                                                     | 18 juillet 1996                 |       |                                       | Ferme                                        | Chaussée de Saint Job 682                                                                             | 50° 47′ 42″ N, 4° 21′ 55″ E | 2311-0094/0                                     |       |
| 43 | La Maison de Verre                                                                              | 24 septembre 1998               | 1935  | Paul-Amaury Michel                    | Modernisme                                   | Rue Jules Lejeune 69                                                                                  | 50° 48′ 59″ N, 4° 21′ 39″ E | 2311-0115/0                                     |       |
| 44 | Le Kinsendael                                                                                   | 17 juin 1993                    |       |                                       | Site semi-naturel                            | Rue Engeland, Rue Du Roseau                                                                           | 50° 47′ 28″ N, 4° 19′ 59″ E | 2311-0042/0                                     |       |
| 45 | Le Kriekenboom                                                                                  | 22 septembre 1994               |       |                                       | Auberge                                      | Avenue Dolez 364                                                                                      | 50° 46′ 55″ N, 4° 21′ 25″ E | 2311-0054/0                                     |       |
| 46 | Le Petit Pont                                                                                   | 17 septembre 1998               |       |                                       | Auberge                                      | Rue du Doyenne 114-116                                                                                | 50° 48′ 17″ N, 4° 20′ 20″ E | 2311-0091/0                                     |       |
| 47 | Le Royal Racing Club de Bruxelles                                                               | 11 février 2010                 | 1902  | Paul-Amaury Michel                    | Centre de sports                             | Avenue Des Chenes                                                                                     | 50° 47′ 46″ N, 4° 22′ 37″ E | 2311-0167/0                                     |       |
| 48 | Le Vieux Cornet                                                                                 | 4 juin 1973                     | 1570  |                                       | Architecture traditionnelle                  | Avenue de Fré 13                                                                                      | 50° 48′ 11″ N, 4° 20′ 37″ E | 2311-0012/0                                     |       |
| 49 | Magnolia de Soulange (Magnolia x soulangeana)                                                   | 11 mars 2010                    |       |                                       | Arbre remarquable                            | Chaussee De Waterloo 1391                                                                             | 50° 47′ 12″ N, 4° 22′ 34″ E | 2311-0169/0                                     |       |
| 50 | Maison Dubois                                                                                   | 21 novembre 2007                | 1910  | Jean-Baptiste Dewin                   | Art nouveau                                  | Avenue Winston Churchill 110 , Rue Marianne 69                                                        | 50° 48′ 44″ N, 4° 21′ 11″ E | 2311-0147/0                                     |       |
| 51 | Maison Bedoret                                                                                  | 28 mai 2009                     | Jac   | Jacques Dupuis                        | Contemporain                                 | Avenue Adolphe Dupuich 40                                                                             | 50° 48′ 35″ N, 4° 21′ 10″ E | 2311-0155/0                                     |       |
| 52 | Maison du Docteur Ley et son jardin                                                             | 16 février 1995 22 février 1984 | 1934  | Louis-Herman de Koninck               | Modernisme                                   | Avenue Du Prince D'Orange 200                                                                         | 50° 46′ 56″ N, 4° 21′ 35″ E | 2311-0025/1 2311-0025/0                         |       |
| 1  | Maison Everaert                                                                                 | 28 mai 2009                     | 1953  | Jacques Dupuis                        | Contemporain                                 | Avenue de Sumatra 8                                                                                   | 50° 48′ 20″ N, 4° 21′ 38″ E | 2311-0156/0                                     |       |
| 53 | Maison Grégoire                                                                                 | 23 juin 1982 22 décembre 2010   | 1933  | Jacques Dupuis                        | Modernisme                                   | Dieweg 292                                                                                            | 50° 47′ 52″ N, 4° 21′ 18″ E | 2311-0020/0 2311-0020/01                        |       |
| 54 | Maison personnelle du peintre Labarre                                                           | 10 septembre 1998               | 1936  | L. Tenaerts                           | Art déco                                     | Rue Ernest Gossart 34                                                                                 | 50° 48′ 39″ N, 4° 21′ 45″ E | 2311-0101/0                                     |       |
| 55 | Maison personnelle de l'architecte Alphonse Boelens                                             | 15 mai 2008                     | 1903  | Alphonse Boelens                      | Art nouveau                                  | Rue Des Carmelites 177                                                                                | 50° 48′ 45″ N, 4° 20′ 46″ E | 2311-0107/0                                     |       |
| 56 | Maison Philippe Dotremont                                                                       | 19 avril 1977                   | 1932  | Louis-Herman de Koninck               | Modernisme                                   | Avenue de l'échevinage 3                                                                              | 50° 48′ 14″ N, 4° 20′ 35″ E | 2311-0019/0                                     |       |
| 57 | Maison Sèthe                                                                                    | 22 septembre 1994               | 1895  | Henry Van de Velde                    | Art nouveau                                  | Avenue Vanderaey 118                                                                                  | 50° 47′ 44″ N, 4° 20′ 38″ E | 2311-0050/0                                     |       |
| 58 | Maison Steenhout                                                                                | 13 octobre 2011                 | 1953  | Jacques Dupuis, Simone Guillissen-Hoa | Modernisme                                   | Avenue Napoléon 57                                                                                    | 50° 46′ 49″ N, 4° 22′ 24″ E | 2311-0180/0                                     |       |
| 59 | Maison 't Bieken                                                                                | 13 juillet 2006                 |       | Ernest Delune                         | Art nouveau                                  | Avenue Winston Churchill 90                                                                           | 50° 48′ 45″ N, 4° 21′ 08″ E | 2311-0138/0                                     |       |
| 60 | Moensberg                                                                                       | 3 mars 1994                     |       |                                       | Site semi-naturel                            | Site Du Moensberg: Terrains Situés Entre ""Le Moensberg"" Et Le Ruisseau                              | 50° 46′ 45″ N, 4° 19′ 57″ E | 2311-0047/0                                     |       |
| 61 | Moulin Crockaert                                                                                | 8 août 1988                     |       |                                       | Architecture traditionnelle                  | Rue De Linkebeek 9 - 11                                                                               | 50° 46′ 46″ N, 4° 19′ 42″ E | 2311-0036/0                                     |       |
| 62 | Moulin du Nekkersgat et ses abords                                                              | 19 avril 1977                   |       |                                       | Architecture traditionnelle                  | Rue Keyenbempt 66 - 70, Avenue Achille Reisdorff 36                                                   | 50° 47′ 29″ N, 4° 19′ 23″ E | 2311-0015/0                                     |       |
| 63 | Musée Alice et David van Buuren et jardin                                                       | 17 avril 1997 28 juin 2001      | 1928  | Léon Govaerts, Alexis Van Vaerenbergh | Art déco                                     | Avenue Leo Errera 41                                                                                  | 50° 48′ 36″ N, 4° 21′ 14″ E | 2311-0074/0 2311-0074/1                         |       |
| 64 | Parc de la Sauvagère                                                                            | 26 juin 1997                    |       |                                       | Parc                                         | Parc De La Sauvagère                                                                                  | 50° 47′ 18″ N, 4° 20′ 56″ E | 2311-0075/0                                     |       |
| 65 | Parc de Wolvendael                                                                              | 8 novembre 1972                 |       |                                       | Parc                                         | Rue Rouge, Dieweg, Chemin du Crabbegat,                                                               | 50° 48′ 04″ N, 4° 20′ 34″ E | 2311-0011/0                                     |       |
| 66 | Parc Montjoie                                                                                   | 10 septembre 1998               |       |                                       | Parc                                         | Avenue Montjoie 173                                                                                   | 50° 48′ 38″ N, 4° 21′ 31″ E | 2311-0067/0                                     |       |
| 67 | Parc Raspail                                                                                    | 2 février 1995                  |       |                                       | Parc                                         | Rue Victor Gambier, Rue De Stalle                                                                     | 50° 48′ 01″ N, 4° 20′ 02″ E | 2311-0053/0                                     |       |
| 68 | Pavillon Louis XV                                                                               | 19 avril 1977                   |       |                                       | Pavillon                                     | Avenue Wolvendael                                                                                     | 50° 47′ 52″ N, 4° 20′ 37″ E | 2311-0017/0                                     |       |
| 69 | Pin noir (Pinus nigra)                                                                          | 22 décembre 2005                |       |                                       | Arbre remarquable                            | Rue Gatti De Gamond 153 - 161                                                                         | 50° 47′ 50″ N, 4° 19′ 43″ E | 2311-0134/0                                     |       |
| 70 | Piscine Longchamps                                                                              | 19 juillet 2012                 | 1971  |                                       | Contemporain                                 | Square De Fre 1                                                                                       | 50° 48′ 18″ N, 4° 20′ 53″ E | 2311-0163/1                                     |       |
| 71 | Plateau Avijl                                                                                   | 16 mai 2014                     |       |                                       | Inconnu                                      | Chaussee De Saint-Job, Rue De Wansijn, Vieille Rue Du Moulin, Montagne De Saint-Job, Rue Jean Benaets | 50° 47′ 20″ N, 4° 20′ 03″ E | 2311-0170/0                                     |       |
| 72 | Presbytère de l'église Saint-Pierre d'Uccle                                                     | 30 mars 1962                    | 1774  |                                       | Néo-classicisme                              | Rue Du Doyenne 102                                                                                    | 50° 48′ 14″ N, 4° 20′ 25″ E | 2311-0005/0                                     |       |
| 73 | Rue du château d'eau                                                                            | 27 mars 2003                    |       |                                       | Voirie verdurisée                            | Rue Du Chateau D'Eau, Dieweg, Chaussee De Saint-Job                                                   | 50° 47′ 34″ N, 4° 20′ 26″ E | 2311-0040/1                                     |       |
| 74 | Site du Chemin du Crabbegat                                                                     | 5 juillet 1989                  |       |                                       | Voirie verdurisée                            | Chemin Du Crabbegat                                                                                   | 50° 47′ 59″ N, 4° 20′ 57″ E | 2311-0038/0                                     |       |
| 75 | Site environnant de la Ferme rose                                                               | 13 juillet 1971                 |       |                                       | Abords verdurisés d'une ferme ou d'un moulin | Avenue de Fré 44                                                                                      | 50° 48′ 15″ N, 4° 20′ 51″ E | 2311-0008/0                                     |       |
| 76 | Sophora japonica f. pendula                                                                     | 22 décembre 2010                |       |                                       | Arbre remarquable                            | Uccle                                                                                                 | 50° 48′ 07″ N, 4° 20′ 14″ E | 24/05/2012                                      |       |
| 77 | tilleul centenaire                                                                              | 9 mai 1995                      |       |                                       | Arbre remarquable                            | Bosveldweg                                                                                            | 50° 48′ 28″ N, 4° 21′ 26″ E | 2311-0045/0                                     |       |
| 78 | Tulipier de Virginie (Liriodendron tulipifera)                                                  | 11 mars 2010                    |       |                                       | Arbre remarquable                            | Avenue De La Floride 127                                                                              | 50° 48′ 20″ N, 4° 21′ 44″ E | 2311-0168/0                                     |       |
| 79 | Vigne vierge (Parthenocissus tricuspidata)                                                      | 29 mars 2007                    |       |                                       | Arbre remarquable                            | Rue Marianne 40                                                                                       | 50° 48′ 46″ N, 4° 21′ 12″ E | 2311-0140/0                                     |       |
| 80 | Villa Bloemenwerf et parc - maison de H. van de Velde                                           | 3 août 1983                     | 1895  | Henry Van de Velde                    | Art nouveau                                  | Avenue Vanderaey 102                                                                                  | 50° 47′ 45″ N, 4° 20′ 36″ E | 2311-0024/0                                     |       |
| 81 | Villa Coene et jardin                                                                           | 2 avril 1999                    | 1937  | Alexis Dumont, Marcel Van Goethem     | Modernisme                                   | Avenue Jean et Pierre Carsoel 198                                                                     | 50° 47′ 44″ N, 4° 20′ 53″ E | 2311-0121/0                                     |       |
| 82 | Villa Elisa                                                                                     | 13 juillet 2006                 | 1899  | Victor Taelemans                      | Art nouveau                                  | Avenue Winston Churchill 8                                                                            | 50° 48′ 49″ N, 4° 20′ 54″ E | 2311-0139/0                                     |       |
| 83 | Villa Pelseneer                                                                                 | 4 mars 1999                     | 1910  | Edouard Pelseneer                     | Art nouveau                                  | Avenue Winston Churchill 51                                                                           | 50° 48′ 44″ N, 4° 21′ 03″ E | 2311-0123/0                                     |       |
| 84 | Villa Puy Fleuri et conciergerie                                                                | 18 juillet 2017                 | 1923  | Edouard Pelseneer                     | cottage, tudor                               | Avenue Winston-Churchill 228                                                                          | 50° 48′ 43″ N, 4° 21′ 55″ E | 2311-0145/0                                     |       |
| 85 | Villa Vandevelde                                                                                | 18 mai 2006                     | 1936  | Edouard Pelseneer                     | Art déco, modernisme                         | Avenue Houzeau 99                                                                                     | 50° 48′ 01″ N, 4° 21′ 30″ E | 2311-0137/0                                     |       |
| 86 | Zeecrabbe                                                                                       | 18 juillet 1996                 |       |                                       | Parc                                         | Avenue de Fré, Rue Roberts Jones                                                                      | 50° 48′ 11″ N, 4° 20′ 30″ E | 2311-0072/0                                     |       |